# Caponina alegre
Espèce
Caponina alegre est une espèce d'araignées aranéomorphes de la famille des Caponiidae.

## Distribution
Cette espèce est endémique du Rio Grande do Sul au Brésil,. Elle se rencontre à Porto Alegre.

## Description
Caponina alegre compte six yeux. Le mâle holotype mesure 3,30 mm et la femelle 4,65 mm.

## Étymologie
Son nom d'espèce lui a été donné en référence au lieu de sa découverte, Porto Alegre.

## Publication originale
- Platnick, 1994 : A revision of the spider genus Caponina (Araneae, Caponiidae). American Museum Novitates, no 3100, p. 1-15 (texte intégral).